# Центростудія
Центростудія — театральна студія експериментального характеру в Києві, заснована 1920 року, перейменована 1921 на Всеукраїнську державну студію, що мала права вищої мистецької школи, згодом стала театром.
До складу Центростудії входили Н. Батіснко, А. Гарник, Г. Коляденко, П. Некрутенко, П. Нятко та ін. Центростудія ставила серед іншого «Сорочинський ярмарок» Михайла Старицького, «97» Миколи Куліша, сценічні композиції за віршами Павла Тичини, Василя Блакитного та ін.
1925 року трупа увійшла до Одеського Державного Драматичного Театру ім. Жовтневої революції.